# Trentepohlia (Paramongoma) amatrix
Trentepohlia (Paramongoma) amatrix is een tweevleugelige uit de familie steltmuggen (Limoniidae). De soort komt voor in het Neotropisch gebied.